# Bailliage de Romainmôtier
1537–1798
Entités précédentes :
- Abbaye de Romainmôter

Entités suivantes :
- District d'Orbe
- District de Cossonay
- District de la Vallée
- District d'Aubonne
- District de Rolle

Le bailliage de Romainmôtier, est un des bailliages bernois dans le Pays de Vaud. Il est créé en 1537 après la conquête du Pays de Vaud par Berne et disparaît en 1798.

## Histoire
Le bailliage est créé en 1537 après la sécularisation des biens du couvent de Romainmôtier. C'est un bailliage de première classe (sur quatre) en termes de revenus.
Il est composé d'Agiez, Arnex-sur-Orbe, Bofflens, Bretonnières, Croy, Envy, Juriens, La Praz, Premier, Romainmôtier, Vallorbe, Vaulion, Apples et Bursins, ces deux dernières localités étant enclavées dans le bailliage de Morges, auxquelles s'ajoutent en 1566 les possessions de l'abbaye prémontrée du Lac de Joux, soit L'Abbaye, Le Chenit, Le Lieu et leurs hameaux. La baronnie de La Sarraz rejoint le bailliage en 1598.
Un mayor, charge héréditaire dans la famille Thomasset pendant la période bernoise, administre le village d'Agiez. Arnex-sur-Orbe est possédé par des seigneurs.
Le bailliage est supprimé en 1798 et son territoire est divisé entre les districts d'Orbe, Cossonay, la Vallée, Aubonne et Rolle.

## Baillis
Les baillis sont les suivants :
- 1544-1552 : Hieronymus Manuel[3] ;
- 1628-1634 : Hans Rudolf Zeender[4] ;
- 1634-1640 : Daniel Morlot[5] ;
- 1640-? : David von Büren[6] ;
- 1657-1663 : Friedrich von Luternau[7] ;
- 1669-1675 : Hans Jakob von Wattenwyl[8] ;
- 1711-? : Gottlieb von Diesbach[9] ;
- 1726-1732 : Johann Georg Imhof[10] ;
- 1762-1768 : Franz Ludwig Lerber[11] ;
- 1774-1779 : Samuel Jenner[12] ;
- 1786-1792 : Samuel Tscharner[13] ;
- 1792-1798 : Beat Rudolf von Ernst[14].

### Ouvrages
- M. Reymond et al., Hist. de Romainmôtier, 1928